# Rafael van der Vaart
Rafael Ferdinand van der Vaart (* 11. února 1983 Heemskerk) je fotbalový trenér bývalý nizozemský profesionální fotbalista, který hrával na pozici ofensivního záložníka. Svoji hráčskou kariéru ukončil v roce 2018 v dresu dánského klubu Esbjerg fB. Od 9. března 2022 je dočasným trenérem Esbjerg fB, kde předtím plnil roli asistenta trenéra Rolanda Vrabce.
V roce 2003 získal ocenění Golden Boy, které uděluje italský sportovní deník Tuttosport ve spolupráci s dalšími evropskými novinami vítězi hlasování o nejlepšího hráče do 21 let působícího v některé z evropských nejvyšších fotbalových lig.

## Klubová kariéra
Van der Vaart byl dříve hráčem anglického klubu Tottenham Hotspur FC, do kterého přestoupil v srpnu roku 2010 ze španělského Realu Madrid.
Po svém přestupu do německého Hamburku v roce 2005 se zařadil do základní sestavy a stal se jednou z opor celku.
Do Hamburku se vrátil v roce 2012. 15. února 2013 ve 22. kole bundesligové sezóny 2012/13 zaznamenal gól na domácím hřišti proti Borussii Mönchengladbach, když skóroval ve 24. minutě. Zařídil tak vítězství svého týmu 1:0. 22. února 2013 byl na hřišti při debaklu Hamburku s domácím Hannoverem. Ve 13. minutě vstřelil jeden gól z pokutového kopu, ale hosté nakonec prohráli vysoko 1:5. Ve 30. kole německé Bundesligy 20. dubna 2013 zařídil dvěma góly vítězství Hamburku 2:1 nad hostujícím klubem Fortuna Düsseldorf. Na vítězný gól mu přihrával český záložník Petr Jiráček.
Sezónu 2015/16 strávil ve španělském klubu Betis Sevilla. V létě 2016 přestoupil do Dánska do týmu FC Midtjylland, s nímž získal v roce 2018 dánský titul. Kariéru ukončil v listopadu 2018 jako hráč Esbjerg fB, jeho poslední angažmá bylo poznamenáno vleklými zdravotními problémy. Po ukončení kariéry začal působit jako analytik pro televizní stanici Nederlandse Omroep Stichting.

## Reprezentační kariéra
Rafael van der Vaart reprezentoval Nizozemsko od kategorie U17.
V A-mužstvu debutoval 6. 10. 2001 v kvalifikačním zápase v Arnhemu proti reprezentaci Andorry (výhra 4:0).
Zúčastnil se mistrovství světa i mistrovství Evropy.
V kvalifikačním cyklu na MS 2014 v Brazílii vstřelil 26. března 2013 jeden gól proti hostujícímu Rumunsku, Nizozemsko zvítězilo doma přesvědčivě 4:0 a z šesti zápasů neztratilo ani bod. Celkem v kvalifikaci na MS 2014 přispěl k postupu Nizozemska na mundial 5 góly.

### EURO 2012
Mistrovství Evropy 2012 v Polsku a na Ukrajině se Nizozemsku vůbec nezdařilo. Ačkoli bylo po suvérénní kvalifikaci považováno za jednoho z největších favoritů, prohrálo v základní skupině B všechny tři zápasy (v tzv. „skupině smrti“ postupně 0:1 s Dánskem, 1:2 s Německem a 1:2 s Portugalskem) a skončilo na posledním místě. Van der Vaart odehrál všechny tři zápasy (proti Dánsku a Německu nastoupil ve druhém poločase, proti Portugalsku v základní sestavě) a proti Portugalsku skóroval.

## Osobní život
Rafael a jeho exmanželka Sylvie van der Vaart mají syna Damiana Rafaela, narozeného 2006. Pár se rozešel v roce 2012. Od roku 2016 žije van der Vaart s nizozemskou házenkářskou reprezentantkou Estavanou Polmanovou, s níž má dceru Jesslyn.
V roce 2019 se stal profesionálním hráčem šipek, soutěží v British Darts Organisation.